# Francis Kulabigwo
Francis Kulabigwo – ugandyjski piłkarz grający na pozycji pomocnika. W swojej karierze grał w reprezentacji Ugandy.

## Kariera klubowa
W swojej karierze piłkarskiej Kulabigwo grał w klubie Simba FC, z którym wywalczył dwa mistrzostwa Ugandy w sezonach 1971 i 1978 oraz zdobył Pucharu Ugandy w 1977 roku.

## Kariera reprezentacyjna
W 1968 roku Kulabigwo został powołany do reprezentacji Ugandy na Puchar Narodów Afryki 1968. Nie rozegrał w nim żadnego meczu.
W 1974 roku Kulabigwo powołano do kadry na Puchar Narodów Afryki 1974. Wystąpił w nim w trzech meczach grupowych: z Egiptem (1:2), z Wybrzeżem Kości Słoniowej (2:2) i z Zambią (0:1).
W 1976 roku Kulabigwo został powołany do Kadry na Puchar Narodów Afryki 1976. Zagrał w trzech meczach grupowych: z Etiopią (0:2), z Egiptem (1:2) i z Gwineą (1:2).